# Čuntić grad
Čuntić grad je srednjovjekovni burg (stari grad) koji se nalazi oko 12 km južno od grada Petrinje u selu Hrvatski Čuntić na Banovini.
Kružnu branič kulu zidanu kamenom i masivnih zidova sagradio je zagrebački Kaptol 1552. godine. Primjer sličnih branič-kula može se naći i u Blinji i Gvozdanskom te još nekim drugim gradovima i kaštelima u Hrvatskoj krajini 16. stoljeća.
Zidovi branič-kula manjih su ili većih debljina, ovisno o promjeru kule, koncepciji i vremenu gradnje a vjerojatno i gospodarskoj moći investitora. Analiza tlocrta kule Čuntić grada pokazuju da je vjerojatno projektirana i iskolčena pomoću kvadrangulacije, tj. da vanjski obris tlocrta odgovara kružnici opisanoj, a unutrašnji upisanoj u kvadrat.
Kula je podignuta na jednoj uzvisini s namjenom da služi kao stražarnica na putu koji povezuje Pokuplje s dolinom Une. Napuštena je već krajem 16. stoljeća. Danas je od kružne kule ostalo je vrlo malo zida - prizemlje i nešto od prvog kata.
U blizini Čuntić grada nalaze se ostaci srednjovjekovnih utvrda Klinac grad i Pecki grad. Utvrde nekadašnje srednjovjekovne Banske granice vezane uz obrambenu granicu na Kupi predstavljaju određeno jedinstvo povezano više strateškim zadatkom obrane, a manje vremenom nastanka ili načinom gradnje. Dijeli ih gotovo jednaka sudbina u 17. i 18. stoljeću kada su uglavnom zapuštene i propadaju. 
Obrambene utvrde nekadašnje Banske granice vezane nedovoljno su istražene i valorizirane, a predstavljaju veliki potencijal za razvoj kulturnog turizma odnosno ostalih vrsta selektivnih oblika turizma.

## Vanjske poveznice
- Hrvatska mjesta u grafičkoj zbirci HDA - Čuntić
- Službene stranice grada Petrinje
- Turistička zajednica grada Petrinje  Arhivirana inačica izvorne stranice od 20. svibnja 2008. (Wayback Machine)